# Nekla (gromada)
Nekla – dawna gromada, czyli najmniejsza jednostka podziału terytorialnego Polskiej Rzeczypospolitej Ludowej w latach 1954–1972.
Gromady, z gromadzkimi radami narodowymi (GRN) jako organami władzy najniższego stopnia na wsi, funkcjonowały od reformy reorganizującej administrację wiejską przeprowadzonej jesienią 1954 do momentu ich zniesienia z dniem 1 stycznia 1973, tym samym wypierając organizację gminną w latach 1954–1972.
Gromadę Nekla z siedzibą GRN w Nekli (wówczas wsi) utworzono – jako jedną z 8759 gromad na obszarze Polski – w powiecie średzkim w woj. poznańskim, na mocy uchwały nr 37/54 WRN w Poznaniu z dnia 5 października 1954. W skład jednostki weszły obszary dotychczasowych gromad Gierłatowo, Kokoszki, Nekla, Nekielka, Starczanowo, Stępocin i Stroszki ze zniesionej gminy Nekla w powiecie średzkim, a także obszar dotychczasowej gromady Barczyzna ze zniesionej gminy Września-Północ w powiecie wrzesińskim w tymże województwie. Dla gromady ustalono 27 członków gromadzkiej rady narodowej.
1 stycznia 1956 gromadę włączono do powiatu wrzesińskiego w tymże województwie.
1 stycznia 1960 do gromady Nekla włączono obszar zniesionej gromady Podstolice w tymże powiecie.
1 stycznia 1962 do gromady Nekla włączono obszar zniesionej gromady Targowa Górka w tymże powiecie.
Gromada przetrwała do końca 1972 roku, czyli do kolejnej reformy gminnej. 1 stycznia 1973 – tym razem w powiecie wrzesińskim – reaktywowano gminę Nekla.